# Wethersfield (Connecticut)
Wethersfield es un pueblo ubicado en el condado de Hartford en el estado estadounidense de Connecticut. En el año 2005 tenía una población de 26.220 habitantes y una densidad poblacional de 816 personas por km².

## Geografía
Wethersfield se encuentra ubicada en las coordenadas 41°42′04″N 72°40′10″O / 41.70111, -72.66944.

## Demografía
Según la Oficina del Censo en 2000 los ingresos medios por hogar en la localidad eran de $53,289, y los ingresos medios por familia eran $68,154. Los hombres tenían unos ingresos medios de $43,998 frente a los $37,443 para las mujeres. La renta per cápita para la localidad era de $28,930. Alrededor del 4.4% de la población estaban por debajo del umbral de pobreza.